# 1919 w nauce

## Nauki przyrodnicze i ścisłe

### Fizyka
- 29 maja – Arthur Eddington dokonał, podczas zaćmienia Słońca, pomiarów ugięcia światła odległych gwiazd w jego pobliżu. Wyniki potwierdziły przewidywania Ogólnej Teorii Względności.

### Matematyka
- sformułowanie hipotezy Pólyi, która obalona została w 1958 roku.

## Nagrody Nobla
- Fizyka – Johannes Stark
- Chemia – nie przyznano
- Medycyna – Jules Bordet